# Klaus Finkelnburg
Klaus Finkelnburg (* 7. Mai 1935 in Bonn) ist ein deutscher Jurist und Politiker (CDU). Er war Mitglied des Abgeordnetenhauses von Berlin und der erste Präsident des Verfassungsgerichtshofes des Landes Berlin.

## Leben
Finkelnburg studierte Rechtswissenschaften an der Universität Bonn und der Freien Universität Berlin. Er legte 1959 die Erste Juristische Staatsprüfung ab und wurde 1963 an der FU Berlin mit der Dissertation Über den Rechtsschutz bei anwaltlichen Zulassungsstreitigkeiten promoviert.
1966 gründete er eine Anwaltskanzlei und ab 1971 war er als Honorarprofessor an der Freien Universität Berlin tätig. Die Neue Zeitschrift für Verwaltungsrecht (NVwZ) begleitete er als Gründungsherausgeber 1981. 
Von 1985 bis 1992 war er für die CDU Abgeordneter im Berliner Landesparlament. In der Phase der Wiedervereinigung Berlins war er mit Renate Künast und Ehrhart Körting (damals gemeinsam auch „FKK-Gruppe“ genannt) maßgeblich an der Ausarbeitung der damals neu beschlossenen Berliner Landesgesetze beteiligt.
Von 1992 bis 2000 fungierte er als Präsident des Verfassungsgerichtshofes des Landes Berlin. 2000 schloss er sich der internationalen Anwaltskanzlei White & Case an.

## Ehrenamt
Finkelnburg war von 1999 bis 2005 Erster Vorsitzender des Vereins für die Geschichte Berlins.

## Ehrungen
- Großes Verdienstkreuz (2000)
- Fidicin-Medaille des Vereins für die Geschichte Berlins (2005)[5]
- Ernennung zum Stadtältesten von Berlin (2008)[2]

## Veröffentlichungen
- Aktuelle Rechtsprobleme des Immissionsschutzrechts, Köln 1980.
- Neue Zeitschrift für Verwaltungsrecht (NVwZ), 1981. (Gründungsherausgeber)
- Öffentliches Baurecht, München 1981.
- Die Minderheitsregierung im deutschen Staatsrecht, Berlin 1982.
- 50 Jahre Verwaltungsgerichtsbarkeit in Berlin. In: Der Bär von Berlin. Jahrbuch des Vereins für die Geschichte Berlins, 53. Folge, Berlin 2004.
- Vorläufiger Rechtsschutz im Verwaltungsstreitverfahren, München 2008.
- Die Wiedervereinigung Berlins. In: Susanne Kähler, Wolfgang Krogel, Manfred Uhlitz (Hrsg.): 150 Jahre Metropole Berlin (= Festschrift zum 150. Jubiläum des Vereins für die Geschichte Berlins e. V.), gegr.1865, 63./64. Folge, Berlin 2015.